# Pictet (månekrater)
 For alternative betydninger, se Pictet. (Se også artikler, som begynder med Pictet)
Pictet er et nedslagskrater på Månen, beliggende på den sydlige halvkugle på Månens forside, øst-sydøst for det større og mere fremtrædende Tychokrater. Det er opkaldt efter den schweiziske fysiker Marc A. Pictet (1752 – 1825).
Navnet blev officielt tildelt af den Internationale Astronomiske Union (IAU) i 1935. 

## Omgivelser
Mod øst findes Saussurekrateret, og mod nordøst det større, men nedslidte Orontiuskrater.

## Karakteristika
Materiale fra Tycho med høj albedo ligger hen over Pictet og er spredt langt mod øst, men også i andre retninger. Pictet er således ældre end Tycho og er noget nedslidt af senere nedslag. Det lidt mindre satellitkrater, Pictet A, trænger lidt ind i den sydvestlige rand, mens det større krater, Pictet E, næsten helt er vokset sammen med den nordlige rand.

## Satellitkratere
De kratere, som kaldes satellitter, er små kratere beliggende i eller nær hovedkrateret. Deres dannelse er sædvanligvis sket uafhængigt af dette, men de får samme navn som hovedkrateret med tilføjelse af et stort bogstav. På kort over Månen er det en konvention at identificere dem ved at placere dette bogstav på den side af satellitkraterets midte, som ligger nærmest hovedkrateret. Pictetkrateret har følgende satellitkratere:
| Pictet | Bredde  | Længde | Diameter |
| ------ | ------- | ------ | -------- |
| A      | 45,0° S | 7,9° V | 34 km    |
| C      | 42,7° S | 7,7° V | 7 km     |
| D      | 46,0° S | 9,0° V | 21 km    |
| E      | 41,3° S | 7,7° V | 70 km    |
| F      | 42,8° S | 6,3° V | 11 km    |
| N      | 41,5° S | 8,1° V | 7 km     |

## Måneatlas
- Billeder af Pictetkrateret i LPI-måneatlasset